# حوزه‌های انتخابیه مجلس شورای اسلامی برای اقلیت‌های دینی

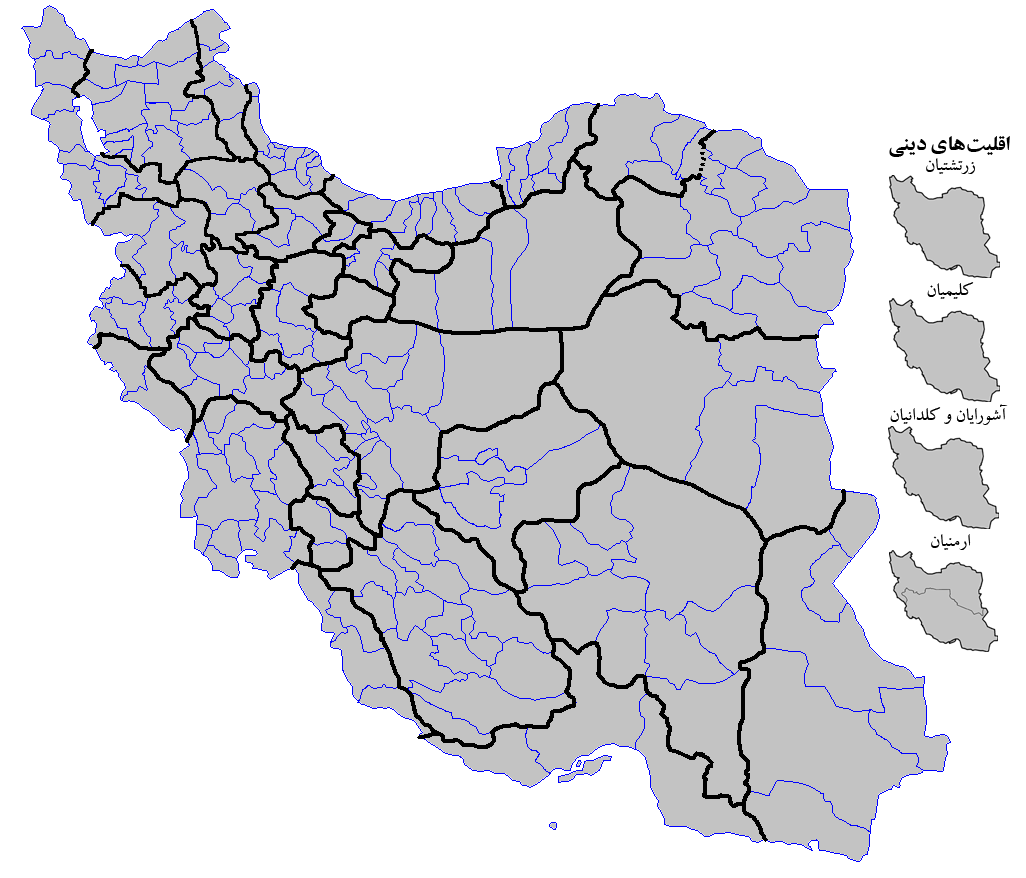

اقلیت‌های دینی رسمی ایران ۵ حوزه برای انتخابات مجلس دارد که در مجموع ۵ نماینده را در بر می‌گیرد.
طبق اصل ۶۴ قانون اساسی، زرتشتیان و کلیمیان هر کدام یک نماینده و مسیحیان آشوری و کلدانی مجموعاً یک نماینده و مسیحیان ارمنی جنوب و شمال هرکدام یک نماینده انتخاب می‌کنند.
| مرکز   | حوزه                   | استان‌ها                                     | کرسی |
| ------ | ---------------------- | ------------------------------------------- | ---- |
| اصفهان | مسیحیان ارمنی جنوب     | ارامنه اصفهان و جنوب ایران به مرکزیت اصفهان | ۱    |
| تهران  | مسیحیان ارمنی شمال     | ارامنه تهران و شمال ایران به مرکزیت تهران   | ۱    |
| تهران  | زرتشتیان               | سراسر کشور                                  | ۱    |
| تهران  | کلیمیان                | سراسر کشور                                  | ۱    |
| تهران  | مسیحیان آشوری و کلدانی | سراسر کشور                                  | ۱    |

## پی‌نوشت و منبع
1. ↑  «حضور پرشور ارامنه اصفهان در انتخابات مجلس یازدهم». خبرگزاری موج.
2. ↑  «انتخابات مجلس ایران، از نگاه اقلیت‌های دینی».
3. ↑  «اسامی نامزدهای ارامنه شمال برای انتخابات مجلس اعلام شد». دریافت‌شده در ۲۱ فوریه ۲۰۲۰.

- «جدول حوزه‌های انتخابیه در انتخابات نهمین دورهٔ مجلس شورای اسلامی» (PDF). مرکز پژوهش و سنجش افکار صدا و سیما. بایگانی‌شده از اصلی (PDF) در ۵ اكتبر ۲۰۱۸. دریافت‌شده در ۲۰ ژوئیه ۲۰۱۵. تاریخ وارد شده در |archive-date= را بررسی کنید (کمک)
- «طرح اصلاح قانون تعیین محدودهٔ حوزه‌های انتخاباتی مجلس شورای اسلامی». مرکز پژوهش‌های مجلس شورای اسلامی. ۲۰ تیر ۱۳۹۱. بایگانی‌شده از اصلی در ۲۲ ژوئیه ۲۰۱۵. دریافت‌شده در ۲۰ ژوئیه ۲۰۱۵.